# Monoartikulär
Monoartikulär (von griechisch μόνος (mónos) → „allein“, „einzig“, „ein“; aus d. med. Terminologie „artikulär“ → „das Gelenk betreffend“; „ein Gelenk betreffend“) beschreibt in der Medizin etwas, das sich nur auf ein Gelenk bezieht oder (etwa bei Muskeln) nur auf ein Gelenk einwirkt.

## Anwendungsbeispiele
Muskeln und ihre zugehörigen Sehnen können monoartikulär sein, wenn sie bei Kontraktion nur ein Gelenk bewegen. So ist der Musculus brachialis am Oberarm, der zweite bedeutende Beuger im Ellenbogen, monoartikulär. Bei anderen Muskeln, wie dem zweiköpfigen Musculus biceps brachii, ist die kurze Sehne monoartikulär, die lange Sehne zieht aber auch durch das Schultergelenk und ist biartikulär.
Bei einer Entzündung eines Gelenkes, einer Arthritis, ist für die Differentialdiagnose besonders in Hinsicht auf rheumatische Erkrankungen wichtig, zu unterscheiden, ob nur ein Gelenk („monoartikulär“), einige Gelenke („oligoartikulär“), oder viele Gelenke („polyartikulär“) betroffen sind.